# Matěj Kovář
Matěj Kovář (sinh ngày 17 tháng 5 năm 2000) là một cầu thủ bóng đá chuyên nghiệp người Cộng hòa Séc thi đấu ở vị trí thủ môn cho câu lạc bộ Bayer Leverkusen tại Giải bóng đá vô địch quốc gia Đức và đội tuyển quốc gia Cộng hòa Séc.
Matěj Kovář gia nhập Man Utd vào tháng 1 năm 2018 từ FC Slovácko. Anh gia nhập Man Utd mà không cần giấy phép lao động do Czech nằm ngoài EU. Cầu thủ trẻ người Czech đã phải giành suất bắt chính ở đội U18 và có trận ra mắt ở đội U23 trong trận hòa Everton tại sân Old Trafford. Trong mùa giải đó, Matěj Kovář ra sân trong khoảng từ tháng hai cho đến cuối mùa giải đó. Cuối mùa giải, anh giành được chức vô địch U18 Premier League North. Ngay sau đó, anh được đẩy lên đội U23 và thi đấu 19 trận. Anh cũng được sử dụng tại UEFA Youth League. Tại mùa giải 2019/2020, anh được huấn luyện viên Ole Gunnar Solskjær đăng kí dự bị trong trận đấu với FC Astana trong khuôn khổ UEFA Europa League nhưng không được ra sân.

## Thống kê sự nghiệp
Tính đến ngày 4 tháng 5 năm 2025
| Câu lạc bộ            | Mùa giải            | Giải đấu            | Giải đấu | Giải đấu | Cúp quốc gia | Cúp quốc gia | Cúp liên đoàn | Cúp liên đoàn | Châu Âu | Châu Âu | Khác | Khác | Tổng cộng | Tổng cộng |
| Câu lạc bộ            | Mùa giải            | Hạng                | Trận     | Bàn      | Trận         | Bàn          | Trận          | Bàn           | Trận    | Bàn     | Trận | Bàn  | Trận      | Bàn       |
| --------------------- | ------------------- | ------------------- | -------- | -------- | ------------ | ------------ | ------------- | ------------- | ------- | ------- | ---- | ---- | --------- | --------- |
| Manchester United U21 | 2019–20             | —                   | —        | —        | —            | —            | —             | —             | —       | —       | 4    | 0    | 4         | 0         |
| Manchester United U21 | 2021–22             | —                   | —        | —        | —            | —            | —             | —             | —       | —       | 1    | 0    | 1         | 0         |
| Manchester United U21 | Tổng cộng           | Tổng cộng           | 0        | 0        | 0            | 0            | 0             | 0             | 0       | 0       | 5    | 0    | 5         | 0         |
| Manchester United     | 2020–21             | Premier League      | 0        | 0        | 0            | 0            | 0             | 0             | 0       | 0       | —    | —    | 0         | 0         |
| Manchester United     | 2021–22             | Premier League      | 0        | 0        | 0            | 0            | 0             | 0             | 0       | 0       | —    | —    | 0         | 0         |
| Manchester United     | 2022–23             | Premier League      | 0        | 0        | 0            | 0            | 0             | 0             | 0       | 0       | —    | —    | 0         | 0         |
| Manchester United     | Tổng cộng           | Tổng cộng           | 0        | 0        | 0            | 0            | 0             | 0             | 0       | 0       | 0    | 0    | 0         | 0         |
| Swindon Town (mượn)   | 2020–21             | League One          | 18       | 0        | 1            | 0            | 1             | 0             | —       | —       | 1    | 0    | 21        | 0         |
| Burton Albion (mượn)  | 2021–22             | League One          | 6        | 0        | —            | —            | —             | —             | —       | —       | —    | —    | 6         | 0         |
| Sparta Prague (mượn)  | 2022–23             | Czech First League  | 28       | 0        | 4            | 0            | —             | —             | —       | —       | —    | —    | 32        | 0         |
| Bayer Leverkusen      | 2023–24             | Bundesliga          | 1        | 0        | 4            | 0            | —             | —             | 12      | 0       | —    | —    | 17        | 0         |
| Bayer Leverkusen      | 2024–25             | Bundesliga          | 5        | 0        | 4            | 0            | —             | —             | 6       | 0       | 0    | 0    | 15        | 0         |
| Bayer Leverkusen      | Tổng cộng           | Tổng cộng           | 6        | 0        | 8            | 0            | 0             | 0             | 18      | 0       | 0    | 0    | 32        | 0         |
| Tổng cộng sự nghiệp   | Tổng cộng sự nghiệp | Tổng cộng sự nghiệp | 58       | 0        | 13           | 0            | 1             | 0             | 18      | 0       | 6    | 0    | 96        | 0         |

1. ↑  Bao gồm FA Cup, Czech Cup, DFB-Pokal
2. ↑  Bao gồm EFL Cup
3. 1 2 3  Số lần ra sân tại EFL Trophy
4. ↑  Số lần ra sân tại UEFA Europa League
5. ↑  Số lần ra sân tại UEFA Champions League

## Danh hiệu
Sparta Prague
- Czech First League: 2022–23[8]

Bayer Leverkusen
- Bundesliga: 2023–24[9]
- DFB-Pokal: 2023–24[10]
- DFL-Supercup: 2024[11]